# Детектування нейтронів
Детектування нейтронів — це ефективне виявлення нейтронів, які потрапляють у добре розміщений детектор. Є два ключових аспекти ефективного виявлення нейтронів: апаратне та програмне забезпечення. Апаратне забезпечення виявлення стосується типу використовуваного детектора нейтронів (найпоширенішим сьогодні є сцинтиляційний детектор) і електроніки, яка використовується в установці виявлення. Крім того, налаштування апаратного забезпечення також визначає ключові експериментальні параметри, такі як відстань джерело-детектор, телесний кут і екранування детектора. Програмне забезпечення для виявлення складається з інструментів аналізу, які виконують такі завдання, як графічний аналіз для вимірювання кількості та енергії нейтронів, що потрапляють на детектор.

## Фізичні основи

### Ознаки, за якими можна виявити нейтрон
Атомні та субатомні частинки виявляються за сигнатурою, яку вони створюють через взаємодію з навколишнім середовищем. Взаємодії є результатом фундаментальних характеристик частинок.
- Заряд: нейтрони є нейтральними частинками і не іонізують речовину безпосередньо; тому їх важче, ніж заряджені частинки, безпосередньо виявити. Крім того, електричні та магнітні поля лише незначно впливають на шляхи їхнього руху.
- Маса: маса нейтрона 1.0086649156(6)[1] не виявляється безпосередньо, але впливає на реакції, за допомогою яких його можна виявити.
- Реакції: нейтрони реагують з низкою матеріалів через пружне розсіювання[en], утворюючи ядро віддачі, непружне розсіювання, утворюючи збуджене ядро, або через поглинання з трансмутацією отриманого ядра. Більшість підходів до виявлення покладаються на виявлення різних продуктів реакції.
- Магнітний момент: хоча нейтрони мають магнітний момент −1.9130427(5) μN, методи виявлення магнітного моменту надто нечутливі, щоб використовувати їх для детектування нейтронів.
- Електричний дипольний момент: Передбачається, що нейтрон має лише крихітний електричний дипольний момент[en], який ще не виявлено. Отже, це ознака, непридатна для виявлення.
- Розпад: поза ядром вільні нейтрони нестабільні та мають середній час життя 885.7±0.8 (приблизно 14 хвилин 46 секунд).[1] Вільні нейтрони розпадаються шляхом випускання електрона та електронного антинейтрино, перетворюючись на протон, цей процес відомий як бета-розпад:[2]

n0
 → 
p+
 + 
e−
 + 
ν
e.
Хоча 
p+
 і 
e−
 які утворюються в результаті розпаду нейтронів, можна виявити, швидкість розпаду надто низька, щоб служити основою для практичної системи детектування.

### Класичні варіанти детектування нейтронів
Через ці властивості виявлення нейтронів поділяють на кілька основних категорій:
- Швидкі реакції поглинання — нейтрони низької енергії зазвичай виявляються опосередковано через реакції поглинання. Використовувані типові матеріали для поглинача мають високий поперечний переріз для поглинання нейтронів і включають гелій-3, літій-6, бор-10 і уран-235. Кожен з них реагує випромінюванням іонізованих частинок високої енергії, трек іонізації[en] яких можна виявити кількома засобами. Зазвичай використовувані реакції включають 3He(n, p) 3H, 6Li(n, t) 4He, 10B(n,α) 7Li та поділ урану.[4]
- Процеси активації. Нейтрони можуть бути виявлені шляхом реакції з поглиначами під час захоплення, сколювання або подібної реакції, утворюючи продукти реакції, які потім розпадаються, вивільняючи бета-частинки або гамма-випромінювання. Вибрані матеріали (наприклад, індій, золото, родій, залізо (56Fe(n, p) 56Mn), алюміній (27Al(n,α) 24Na), ніобій (93Nb(n,2n) 92mNb), і кремній (28Si(n, p) 28 Al)) мають надзвичайно великі поперечні перерізи для захоплення нейтронів у дуже вузькому діапазоні енергії. Використання кількох зразків поглинача дозволяє охарактеризувати енергетичний спектр нейтронів. Активація також дозволяє реконструювати історію опромінення нейтронами (наприклад, судово-медичну реконструкцію опромінення нейтронами під час інциденту критичності).[4]
- Реакції пружного розсіювання (також називаються віддачею протонів) — нейтрони високої енергії зазвичай виявляються опосередковано через реакції пружного розсіювання[en]. Нейтрони стикаються з ядрами атомів у детекторі, передаючи енергію цим ядрам і створюючи іони, які виявляються. Оскільки максимальна передача енергії відбувається, коли маса атома, з яким стикається нейтрон, порівнянна з масою нейтрона, водневі[5] матеріали часто є кращим середовищем для таких детекторів.[4]

## Типи детекторів нейтронів

### Газові пропорційні детектори
Газові пропорційні детектори можуть бути адаптовані для виявлення нейтронів. Хоча нейтрони зазвичай не викликають іонізацію, додавання нукліда з високим нейтронним перерізом дозволяє детектору реагувати на нейтрони. Для цієї мети зазвичай використовуються нукліди гелій-3, літій-6, бор-10 і уран-235 . Оскільки ці матеріали, швидше за все, реагуватимуть з тепловими нейтронами (тобто нейтронами, які сповільнилися до рівноваги з навколишнім середовищем), вони зазвичай оточені сповільнювальними матеріалами, щоб зменшити їхню енергію та збільшити ймовірність виявлення.
Подальші уточнення зазвичай необхідні, щоб відрізнити нейтронний сигнал від ефектів інших типів випромінювання. Оскільки енергія теплового нейтрона є відносно низькою, реакції із зарядженими частинками є дискретними (тобто, по суті, моноенергетичними та пролягають у вузькому діапазоні енергій), тоді як інші реакції, такі як гамма-реакції, охоплюють широкий діапазон енергії, що дозволяє розрізняти джерела.
Як клас газоіонізаційні детектори вимірюють кількість (швидкість підрахунку), а не енергію нейтронів.

#### 3He газонаповнені пропорційні детектори
Гелій-3 є ефективним матеріалом для детектування нейтронів, оскільки він реагує, поглинаючи теплові нейтрони, утворюючи іони 1H та 3H. Його чутливість до гамма-променів незначна, що дуже корисно для детектора нейтронів. На жаль, постачання 3He обмежене його утворенням як продукту розпаду тритію (період напіврозпаду якого становить 12,3 року); тритій виробляється або у збройових програмах як прискорювач ядерної зброї, або як побічний продукт роботи реактора.

#### BF3газонаповнені пропорційні детектори
Оскільки елементарний бор не є газоподібним, нейтронні детектори, що містять бор, можуть використовувати трифторид бору (BF3), збагачений до 96 % бору-10 (природний бор містить 20 % 10B, 80 % 11B). Трифторид бору високотоксичний. Чутливість цього детектора становить близько 35-40 CPS/nv (відліків за секунду на потік нейтронів), тоді як чутливість детектора з покриттям бором становить приблизно 4 CPS/nv. Це пояснюється тим, що в шарі, покритому бором, n реагує з бором і, отже, утворює іонні пари всередині шару. Тому утворюються заряджені частинки (альфа-частинка та літій), які втрачають частину своєї енергії всередині цього шару. Заряджені частинки з низькою енергією не можуть досягти газового середовища іонізаційної камери. Отже, кількість іонізацій, вироблених у газі, також менша.
Тоді як у заповненому газом BF3, n реагує з B у газі, а альфа-частинки та Li мають повну енергію здатні виробляти більшу іонізацію та давати більше імпульсів.

#### Пропорційні детектори з бором
З іншого боку, газонаповнені пропорційні лічильники з бором реагують так само, як і газонаповнені пропорційні детектори BF3, за винятком того, що стінки покриті 10B. У цій конструкції, оскільки реакція відбувається на поверхні, лише одна з двох частинок потрапить в пропорційний лічильник.

### Сцинтиляційні детектори нейтронів
До сцинтиляційних детекторів нейтронів належать рідкі органічні сцинтилятори, кристали, пластмаси, скло та сцинтиляційні волокна.

#### Нейтронночутливі сцинтиляційні скловолоконні детектори
Сцинтилююче скло 6Li для детектування нейтронів було вперше описано в науковій літературі в 1957 році, а ключові досягнення були досягнуті в 1960-х і 1970-х роках. Сцинтилююче волокно було продемонстровано Atkinson M. et al. у 1987 році, а значні успіхи були досягнуті наприкінці 1980-х і на початку 1990-х років у Тихоокеанській північно-західній національній лабораторії, де воно було розроблене як секретна технологія. Воно було розсекречене у 1994 році, і Oxford Instruments вперше отримав ліцензію у 1997 році, а потім передав Nucsafe у 1999 році. Оптоволокно та оптоволоконні детектори зараз виробляються та комерційно продаються компанією Nucsafe, Inc.
Сцинтилюючі скляні волокна працюють шляхом включення 6Li та Ce3+ у склад скла. 6Li має високий поперечний переріз для поглинання теплових нейтронів через реакцію 6Li (n,α). Поглинання нейтронів створює іон тритію, альфа-частинку та кінетичну енергію. Альфа-частинка та тритон взаємодіють зі скляною матрицею, створюючи іонізацію, яка передає енергію іонам Ce3+ і призводить до випромінювання фотонів із довжиною хвилі 390 нм — 600 нм, оскільки збуджений стан іонів Ce3+ повертається в основний стан. Подія призводить до спалаху світла з кількома тисячами фотонів на кожен поглинений нейтрон. Частина сцинтиляційного світла поширюється через скловолокно, яке діє як хвилевід. Кінці волокон оптично з'єднані з парою фотоелектронних помножувачів для виявлення спалахів фотонів. Детектори можна використовувати для виявлення як нейтронів, так і гамма-променів, які зазвичай розрізняються за допомогою розрізнення висоти імпульсу. Докладено значних зусиль і досягнуто прогресу в зниженні чутливості волоконного детектора до гамма-випромінювання. Оригінальні детектори страждали від помилкових виявлень нейтронів у гамма-полі 0,02 мР. Удосконалення конструкції, процесу та алгоритму тепер дозволяють працювати в гамма-полях до 20 мР/год (60Co).
Сцинтилюючі оптоволоконні детектори мають чудову чутливість, вони міцні та мають швидку синхронізацію (~60 нс), тому можливий великий динамічний діапазон швидкості підрахунку. Перевага детекторів полягає в тому, що їм може бути надано будь-яку бажану форму, і можуть бути зроблені дуже великими або дуже маленькими для використання в різноманітних застосуваннях. Крім того, вони не покладаються на 3He або будь-яку сировину, доступність якої обмежена, а також не містять токсичних або регульованих матеріалів. Їх продуктивність збігається або перевищує показники 3He -трубок для сумарного підрахунку нейтронів завдяки вищій щільності частинок, що поглинають нейтрони, у твердому склі порівняно з газоподібним 3He під високим тиском. Незважаючи на те, що поперечний переріз захоплення теплових нейтронів 6Li низький порівняно з 3He (940 барн проти 5330 барн), щільність атомів 6Li у волокні в п'ятдесят разів більша, що призводить до переваги в коефіцієнті ефективної щільності захоплення приблизно 10:1.

#### LiCaAlF6
LiCaAlF6 — це нейтронночутливий неорганічний сцинтиляторний кристал, який, як і нейтронночутливі сцинтиляційні скловолоконні детектори, використовує захоплення нейтронів 6Li . Проте, на відміну від сцинтиляційних детекторів зі скловолокна, 6Li є частиною кристалічної структури сцинтилятора, що забезпечує йому природну високу щільність 6Li. Для надання кристалу сцинтиляційних властивостей додається легуючий агент, двома поширеними легуючими агентами є тривалентний церій і двовалентний європій. LiCaAlF6, легований європієм, має перевагу перед іншими матеріалами в тому, що кількість оптичних фотонів, вироблених за одне захоплення нейтрона, становить близько 30 000, що в 5 разів більше, ніж, наприклад, у нейтронночутливих сцинтилюючих скляних волокнах. Ця властивість полегшує розрізнення нейтронних фотонів. Завдяки високій щільності 6Li цей матеріал підходить для виготовлення легких компактних детекторів нейтронів, тому LiCaAlF6 використовувався для виявлення нейтронів на великих висотах під час польотів на повітряних кулях. Довгий час розпаду легованого Eu2+ LiCaAlF6 робить його менш придатним для вимірювань у середовищах із високим рівнем випромінювання; легований Ce3+ варіант має коротший час розпаду, але має менший світловий вихід.

#### Нейтронно-гамма-сцинтилятор NaIL з подвійним детектуванням
Кристал йодиду натрію, легований талієм і літієм [NaI(Tl+Li)] також NaIL має здатність виявляти гамма-випромінювання та теплові нейтрони в монокристалі з винятковою розрізнюваністю форми імпульсу. Використання низьких концентрацій 6Li у NaIL і великої товщини може досягти тих самих можливостей виявлення нейтронів, що й детектори 3He або CLYC або CLLB, за меншу вартість. Спільний допінг 6Li (збагаченим на 95 %) забезпечує ефективне виявлення теплових нейтронів у найпопулярнішому гамма-сцинтиляторі, зберігаючи при цьому сприятливі сцинтиляційні властивості стандартного NaI(Tl). NaIL дозволяє створити великі об'ємні детектори з одного матеріалу як для гамма-випромінювання, так і для нейтронів за низькою ціною за об'єм.

### Напівпровідникові детектори нейтронів
Існує два основних типи напівпровідникових нейтронних детекторів, перший — це електронні пристрої, покриті матеріалом, що реагує на нейтрони, а другий — напівпровідник, який частково складається з матеріалу, який реагує на нейтрони. Найуспішнішою з цих конфігурацій є тип пристрою з покриттям, і прикладом може бути звичайний плоский кремнієвий діод, покритий 10B або 6LiF. Цей тип детектора вперше був запропонований Babcock et al. Нейтрон поглинається в реагуючій плівці і спонтанно випускає енергійні продукти реакції. Продукт реакції може досягати поверхні напівпровідника і, потрапляючи в напівпровідник, утворює електронно-діркові пари. Під дією зворотної напруги зміщення ці електрони та дірки дрейфують через діод, створюючи струм, зазвичай інтегрований в імпульсному режимі для формування вихідної напруги. Максимальна власна ефективність для пристроїв з одним покриттям становить приблизно 5 % для теплових нейтронів (0,0259 еВ), а конструкція та робота докладно описані в літературі. Обмеження ефективності детектування нейтронів є наслідком самопоглинання продуктів реакції. Наприклад, у плівці бору пробіг α-частинок з енергією 1,47 МеВ від реакції 10B(n,α) 7Li становить приблизно 4,5 мкм, а пробіг ядер тритію з енергією 2,7 МеВ від реакції 10B(n,α)7Li у LiF становить приблизно 28 мікрон. Продукти реакції, що утворюються на відстанях, розташованих далі від поверхні розділу плівка/напівпровідник, не можуть досягти поверхні напівпровідника і, отже, не сприятимуть виявленню нейтронів. Пристрої, вкриті природним Gd, також були досліджені, головним чином через його великий мікроскопічний поперечний переріз теплових нейтронів у 49 000 барнів. Проте продукти реакції Gd(n,γ), що представляють інтерес, це в основному низькоенергетичні конверсійні електрони, переважно згруповані навколо 70 кеВ. Отже, для напівпровідникових діодів з Gd-покриттям важко розрізнити події, викликані нейтронами, і події гамма-випромінювання (в основному створюють комптонівські розсіяні електрони). Компенсований піксельний дизайн мав на меті вирішити проблему. Загалом перевагу надають пристроям, покритим 10B або 6LiF, головним чином тому, що продукти реакції із зарядженими частинками набагато легше відрізнити від фонового випромінювання.
Низька ефективність планарних діодів з покриттям призвела до розробки мікроструктурованих напівпровідникових детекторів нейтронів (МСНД). Ці детектори мають мікроскопічні структури, вигравірувані на напівпровідниковій підкладці, згодом сформовані у штифтовий діод. Мікроструктури заповнені матеріалом, що реагує на нейтрони, зазвичай 6LiF, хоча використовувався і 10B. Збільшена площа поверхні напівпровідника, що прилягає до реагуючого матеріалу, і підвищена ймовірність того, що продукт реакції потрапить у напівпровідник, значно підвищують власну ефективність детектування нейтронів.

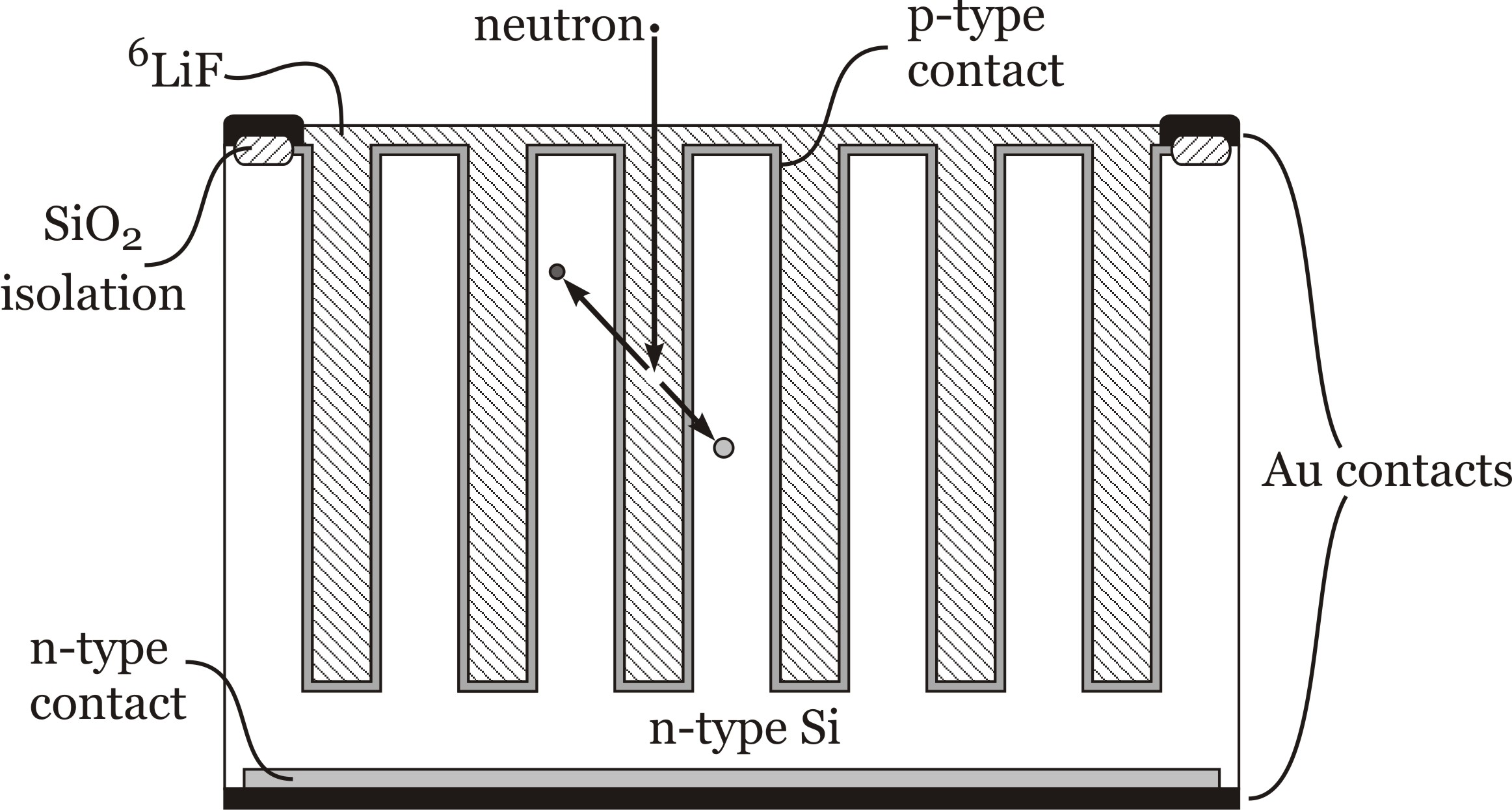
Принципова конструкція мікроструктурованого напівпровідникового детектора нейтронів (МСНД).

Конфігурацію пристрою МСНД вперше запропонували Мумінов і Цванг, а пізніше Шельтен та ін. Минули роки, коли був виготовлений і продемонстрований перший робочий приклад МСНД, який тоді мав лише 3,3 % ефективності детектування теплових нейтронів. Після цієї початкової роботи МСНД досягли ефективності детектування теплових нейтронів понад 30 %. Хоча МСНД можуть працювати на вбудованому потенціалі (з нульовою прикладеною напругою), вони найкраще працюють, коли прикладено 2-3 вольти. Зараз кілька груп працюють над варіантами МСНД. Найбільш вдалими є варіанти, покриті матеріалом 6LiF. Зараз МСНД виробляє та комерційно продає компанія Radiation Detection Technologies, Inc. Повідомлялося, що вдосконалені експериментальні версії двосторонніх МСНД з протилежними мікроструктурами на обох сторонах напівпровідникової пластини мають ефективність детектування теплових нейтронів понад 65 % і теоретично можуть досягати ефективності понад 70 %.
Напівпровідникові детектори, в яких один або більше складових атомів є нейтронно-активними, називаються об'ємними напівпровідниковими детекторами нейтронів. Об'ємні твердотільні детектори нейтронів можна розділити на дві основні категорії: ті, які покладаються на виявлення продуктів реакції заряджених частинок, і ті, які покладаються на виявлення негайного поглинання гамма-променів. Загалом, цей тип нейтронного детектора складно зробити надійним, і на даний момент комерційно недоступний.
Масові матеріали, які покладаються на випромінювання заряджених частинок, базуються на напівпровідниках, що містять бор і літій. У пошуках об'ємних напівпровідникових детекторів нейтронів матеріали на основі бору, такі як BP, BAs, BN і B4C, досліджувалися більше, ніж інші потенційні матеріали.
Напівпровідники на основі бору в кубічній формі важко виростити як об'ємні кристали, головним чином тому, що для їх синтезу потрібні високі температури та високий тиск. BP і BAs можуть розкладатися на небажані кристалічні структури (від кубічної до ікосаедричної форми), якщо їх не синтезувати під високим тиском. B4C також утворює ікосаедричні одиниці в ромбоедричній кристалічній структурі, що є небажаним перетворенням, оскільки ікосаедрична структура має відносно погані властивості збору заряду, що робить ці ікосаедричні форми непридатними для виявлення нейтронів.
BN може утворюватися як прості гексагональні, кубічні (цинкова обманка) кристали або кристали з вірцитовою структурою, залежно від температури росту, і зазвичай вирощується методами тонкої плівки. Проста гексагональна форма BN була найбільш вивчена як детектор нейтронів. Методи тонкоплівкового хімічного осадження з парової фази зазвичай використовуються для виробництва BP, BAs, BN або B4C. Ці плівки на основі бору часто вирощують на кремнієвих підкладках n-типу, які можуть утворювати pn-перехід із кремнієм і, отже, створювати кремнієвий діод з покриттям, як описано на початку цього розділу. Отже, нейтронну реакцію від пристрою можна легко прийняти за масову реакцію, коли це насправді реакція діода з покриттям. На сьогоднішній день є рідкісні докази того, що напівпровідники на основі бору виробляють власні нейтронні сигнали.
Li-вмісні напівпровідники, класифіковані як сполуки Новотного-Юзи, також були досліджені як об'ємні детектори нейтронів. Сполука Новотного-Юзи LiZnAs була продемонстрована як детектор нейтронів; однак матеріал важко і дорого синтезувати, і повідомлялося лише про невеликі напівпровідникові кристали. Нарешті, були досліджені традиційні напівпровідникові матеріали з нейтронноактивними легуючими речовинами, а саме Si(Li) детектори. Нейтрони взаємодіють з літієвою добавкою в матеріалі та виробляють енергійні продукти реакції. Однак концентрація легуючої домішки відносно низька в літій-дрейфованих кремнієвих детекторах (або інших легованих напівпровідниках), як правило, менше ніж 1019 см−3 . При виродженій концентрації Li порядку 1019 см−3 блок природного Si(Li) товщиною 5 см матиме ефективність детектування теплових нейтронів менше ніж 1 %, тоді як блок Si (6Li) товщиною 5 см детектор матиме лише 4,6 % ефективності детектування теплових нейтронів.
Напівпровідники, що швидко випромінюють гамма-випромінювання, такі як CdTe, і HgI2 успішно використовуються як детектори нейтронів. Ці детектори покладаються на миттєве гамма-випромінювання від реакції 113Cd(n, γ)114Cd (виробляє гамма-промені 558,6 кеВ і 651,3 кеВ) і реакції 199Hg(n, γ) 200Hg (виробляє 368,1 кеВ і 661,1 кеВ гамма-промені). Однак ці напівпровідникові матеріали призначені для використання як спектрометри гамма-променів і, отже, є внутрішньо чутливими до гамма-фону. З адекватною енергетичною роздільною здатністю розрізнення висоти імпульсу можна використовувати для відділення миттєвого гамма-випромінювання від взаємодії нейтронів. Однак ефективна ефективність детектування нейтронів знижується через відносно малий коефіцієнт Комптона. Іншими словами, більшість подій додаються до континууму Комптона, а не до повного піку енергії, таким чином ускладнюючи розрізнення нейтронів і фонових гамма-променів. Крім того, природні Cd, так і Hg мають відносно великі поперечні перерізи теплових нейтронів (n,γ) 2444 барн і 369,8 барн відповідно. Отже, більшість теплових нейтронів поглинається поблизу поверхні детектора, так що майже половина миттєвих гамма-променів випромінюється в напрямку від об'єму детектора і, таким чином, призводить до поганого поглинання гамма-променів або ефективності взаємодії.

### Нейтронно-активаційні детектори
Зразки активації можна помістити в нейтронне поле, щоб охарактеризувати енергетичний спектр та інтенсивність нейтронів. Можуть бути використані реакції активації, які мають різні енергетичні пороги, включаючи 56Fe(n, p)56Mn, 27Al(n,α)24Na, 93Nb(n,2n)92mNb і 28Si(n, p)28Al.

### Детектори швидких нейтронів
Швидкі нейтрони часто виявляються шляхом сповільнення (уповільнення) їх до теплової енергії. Однак під час цього процесу втрачається інформація про початкову енергію нейтрона, напрямок його руху та час випромінювання. Для багатьох застосувань дуже бажано виявлення «швидких» нейтронів, які зберігають цю інформацію.
Типовими детекторами швидких нейтронів є рідинні сцинтилятори, детектори на основі 4He і пластикові детектори. Детектори швидких нейтронів відрізняються один від одного 1.) здатністю розрізняти нейтрони/гамма-випромінювання (через розрізнення форми імпульсу) і 2.) чутливістю. Здатність розрізняти нейтрони та гамму є чудовою в детекторах на основі 4He завдяки їхній низькій густині електронів і відмінній властивості розрізнення форми імпульсу. Фактично було показано, що неорганічні сцинтилятори, такі як сульфід цинку, демонструють великі відмінності в часі розпаду протонів і електронів; особливість, яка була використана шляхом поєднання неорганічного кристала з нейтронним перетворювачем (таким як поліметилметакрилат) у мікрошаровому детекторі швидких нейтронів. Такі системи виявлення здатні вибірково виявляти лише швидкі нейтрони в змішаному полі нейтронного і гамма-випромінювання, не вимагаючи жодних додаткових методів розрізнення, таких як розрізнення форми імпульсу.
Виявлення швидких нейтронів створює ряд особливих проблем. Було розроблено спрямований детектор швидких нейтронів з використанням кількох віддач протонів у розділених площинах пластикового сцинтиляторного матеріалу. Реєструються шляхи ядер віддачі, створених зіткненням нейтронів; визначення енергії та імпульсу двох ядер віддачі дозволяє обчислити напрямок руху та енергію нейтрона, який зазнав на них пружного розсіювання.

## Застосування
Детектування нейтронів використовується для різних цілей. Кожна програма має різні вимоги до системи виявлення.
- Реакторне обладнання: оскільки потужність реактора по суті лінійно пропорційна потоку нейтронів, нейтронні детектори забезпечують важливий показник потужності в енергетичних і дослідницьких ядерних реакторах. Реактори з киплячою водою можуть мати десятки детекторів нейтронів, по одну на паливну збірку. Більшість детекторів нейтронів, які використовуються в ядерних реакторах із тепловим спектром, оптимізовані для виявлення теплових нейтронів.
- Фізика плазми: виявлення нейтронів використовується в експериментах з фізики термоядерної плазми, таких як JET.[69] Наприклад, виявлена швидкість нейтронів у плазмі може дати інформацію про температуру іонів.[70]
- Фізика елементарних частинок: виявлення нейтронів було запропоновано як метод покращення нейтринних детекторів.[71]
- Матеріалознавство: пружне та непружне розсіювання нейтронів дозволяє експериментаторам характеризувати морфологію матеріалів у масштабах від ангстремів до приблизно одного мікрометра.
- Радіаційна безпека: нейтронне випромінювання є небезпекою, пов'язаною з джерелами нейтронів, космічними подорожами, прискорювачами та ядерними реакторами. Детектори нейтронів, які використовуються для радіаційної безпеки, повинні враховувати відносну біологічну ефективність[en] (тобто те, як пошкодження, спричинене нейтронами, змінюється залежно від енергії).
- Виявлення космічних променів: вторинні нейтрони є одним із компонентів зливи частинок[en], що утворюються в атмосфері Землі космічними променями. Спеціальні наземні детектори нейтронів, а саме нейтронні монітори[en], використовуються для моніторингу коливань потоку космічних променів.
- Виявлення спеціальних ядерних матеріалів: Спеціальні ядерні матеріали[en], такі як уран-233 і плутоній-239 розпадається шляхом спонтанного поділу, утворюючи нейтрони. Детектори нейтронів можуть бути використані для виявлення спеціальних ядерних матеріалів у продажу.

## Експериментальне виявлення нейтронів
Експерименти, в яких використовується детектування нейтронів, включають експерименти з розсіюванням, у яких мають бути виявлені нейтрони, спрямовані, а потім розсіяні від зразка. Об'єкти включають Джерело нейтронів ISIS у Лабораторії Резерфорда Еплтона, Spallation Neutron Source у Національній лабораторія Оук-Рідж та Spallation Neutron Source (SINQ) в Інституті Пауля Шеррера, в якому нейтрони виробляються реакцією сколювання, а також традиційні дослідницькі реакторні установки, в яких нейтрони утворюються під час поділу ізотопів урану. Серед різноманітних експериментів із виявлення нейтронів заслуговує на увагу експеримент EMC, вперше проведений у CERN і тепер називається «експеримент EMC». Той самий експеримент проводиться сьогодні з більш складним обладнанням, щоб отримати точніші результати, пов'язані з оригінальним EMC-ефектом.

### Проблеми детектування нейтронів в експериментальному середовищі
Виявлення нейтронів в експериментальному середовищі — непроста задача. Основні проблеми, з якими стикається сучасне виявлення нейтронів, включають фоновий шум, високі показники виявлення, нейтральність нейтронів і низька енергія нейтронів.

#### Фоновий шум
Основними компонентами фонового шуму при виявленні нейтронів є високоенергетичні фотони, які важко усунути фізичними бар'єрами. Інші джерела шуму, такі як альфа і бета-частинки, можна усунути за допомогою різних екрануючих матеріалів, таких як свинець, пластик, термовугілля тощо. Таким чином, фотони створюють серйозні перешкоди при виявленні нейтронів, оскільки невідомо, чи нейтронний детектор реєструє нейтрони чи фотони. І те, і інше викликає реєстрацію однакової енергії після розсіювання в детекторі від мішені чи навколишнього світла, тому їх важко розрізнити. Виявлення збігів також можна використовувати для розрізнення реальних подій нейтронів і хибних подій від фотонів та іншого випромінювання.

#### Високий рівень виявлення
Якщо детектор знаходиться в зоні активності високого променя, на нього постійно потрапляють нейтрони та фоновий шум із надзвичайно високою швидкістю. Це спотворює зібрані дані, оскільки вимірювання суттєво збігаються, і окремі події важко відрізнити одна від одної. Таким чином, частина проблеми полягає в підтримці частоти виявлення якомога нижчою та в розробці детектора, який може йти в ногу з високими показниками для отримання узгоджених даних.

#### Нейтральність нейтронів
Нейтрони нейтральні і тому не реагують на електричні поля. Через це важко спрямувати їх курс на детектор для полегшення виявлення. Нейтрони також не іонізують атоми, окрім прямого зіткнення, тому газонаповнені іонізаційні детектори  неефективні.

#### Зміна поведінки з енергією
Детектори, що покладаються на поглинання нейтронів, зазвичай більш чутливі до низькоенергетичних теплових нейтронів і на порядки менш чутливі до нейтронів високої енергії. Сцинтиляційні детектори, з іншого боку, мають проблеми з реєстрацією ударів нейтронів низької енергії.

### Експериментальна установка та методика

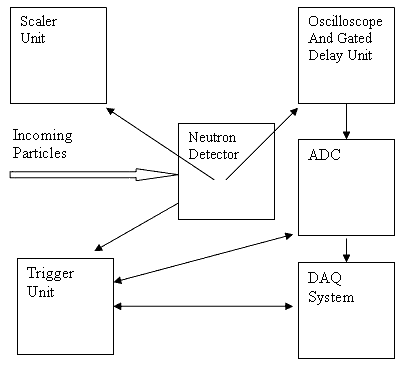
Рисунок 1: Експериментальна установка

На рисунку 1 показані типові основні компоненти установки блоку детектування нейтронів. В принципі, діаграма показує установку, яка була б у будь-якій сучасній лабораторії фізики елементарних частинок, але особливості описують установку в Jefferson Lab (Ньюпорт-Ньюс, Вірджинія).
У цій установці вхідні частинки, що містять нейтрони та фотони, потрапляють на детектор нейтронів; зазвичай це сцинтиляційний детектор, що складається з сцинтиляційного матеріалу, хвилеводу та фотопомножувача (ФЕП), який підключено до системи збору даних (DAQ) для реєстрації деталей виявлення.
Сигнал виявлення від детектора нейтронів підключається до блоку масштабування, блоку стробованої затримки, блоку запуску та осцилографа. Блок масштабування використовується лише для підрахунку кількості вхідних частинок або подій. Це робиться шляхом збільшення лічильника частинок кожного разу, коли він виявляє сплеск сигналу детектора від нульової точки. У цьому блоку дуже малий мертвий час, що означає, що незалежно від того, наскільки швидко надходять частинки, дуже малоймовірно, що цей блок не зможе порахувати подію (наприклад, вхідну частинку). Низький мертвий час пояснюється складною електронікою в цьому пристрої, яка потребує небагато часу, щоб відновитися від відносно легкого завдання реєстрації логічного високого рівня щоразу, коли відбувається подія. Тригерний блок координує всю електроніку системи та дає логічний високий сигнал цим блокам, коли вся установка готова до запису події.
При кожній події осцилограф реєструє імпульс струму. Імпульс — це просто струм іонізації в детекторі, викликаний цією подією, відображений у залежності від часу. Загальну енергію падаючої частинки можна знайти шляхом інтегрування цього імпульсу струму по відношенню до часу, щоб отримати загальний заряд, що накопичується в ФЕП. Ця інтеграція здійснюється в аналогово-цифровому перетворювачі (АЦП). Загальний накопичений заряд є прямим показником енергії іонізуючої частинки (нейтрона або фотона), що входить у детектор нейтронів. Цей метод інтеграції сигналу є визнаним методом вимірювання іонізації в детекторі в ядерній фізиці. АЦП має більший мертвий час, ніж осцилограф, який має обмежену пам'ять і потребує швидкої передачі подій до АЦП. Таким чином, АЦП вибирає приблизно одну з кожних 30 подій з осцилографа для аналізу. Оскільки типова частота подій становить близько 106 нейтронів щосекунди, ця вибірка все одно накопичуватиме тисячі подій щосекунди.

### Відділення нейтронів від фотонів
АЦП надсилає свої дані до блоку збору даних, який сортує дані в презентабельній формі для аналізу. Ключ до подальшого аналізу полягає в різниці між формою імпульсу іонізаційного струму фотона та формою імпульсу іонізаційного струму від нейтрона. Імпульс фотона довший на кінцях (або «хвостах»), тоді як імпульс нейтрона добре відцентрований. Цей факт можна використовувати для ідентифікації вхідних нейтронів і для підрахунку загальної швидкості вхідних нейтронів. Етапи, що ведуть до цього поділу (ті, які зазвичай виконуються у провідних національних лабораторіях, зокрема в лабораторії Джефферсона), — це виділення стробованого імпульсу та побудова різниці.

#### Виділення стробованого імпульсу
Усі сигнали струму іонізації є імпульсами з локальним піком між ними. Використовуючи логічний вентиль І у безперервному часі (маючи потік імпульсів «1» і «0» як один вхід і поточний сигнал як інший), виділяється хвіст кожного сигналу поточного імпульсу. Цей метод виділення стробуванням регулярно використовується на рідинних сцинтиляторах. Блок стробованої затримки призначений саме для цієї мети і створює відкладену копію вихідного сигналу таким чином, що його хвіст на екрані осцилографа видно поряд з його основною частиною.
Після виділення хвоста виконується звичайне інтегрування струму як по хвостовій частині, так і по всьому сигналу. Це дає два значення іонізації для кожної події, які зберігаються в таблиці подій у системі збору даних.

#### Побудова різниці

Рисунок 2: Очікуваний графік залежності енергії хвоста від енергії в повному імпульсі, нанесений для всіх енергій подій. Крапки представляють кількість подій.

На цьому кроці лежить ключовий момент аналізу: отримані значення іонізації будуються на графіку. Зокрема, на графіку зображено внесок енергії в хвості проти внеску енергії в усьому сигналі для діапазону енергій нейтронів. Як правило, для заданої енергії існує багато подій з однаковим значенням енергії в хвості. У цьому випадку нанесені точки просто робляться щільнішими з більшою кількістю точок, що перекриваються, на двовимірному графіку, і таким чином їх можна використовувати для оцінки кількості подій, що відповідають кожному внеску енергії. Значна випадкова частка (1/30) усіх подій нанесена на графік.
Якщо витягнутий розмір хвоста є фіксованою часткою від загального імпульсу, то на графіку буде дві лінії з різними нахилами. Лінія з більшим нахилом відповідатиме фотонним подіям, а лінія з меншим нахилом — нейтронним. Це відбувається саме тому, що струм внеску енергії фотоном, відображений у залежності від часу, залишає довший «хвіст», ніж графік внеску від нейтронів, надаючи хвосту імпульсу від фотона більшу частку загальної енергії, ніж хвостам імпульсів від нейтронів.
Ефективність будь-якого аналізу виявлення можна побачити за його здатністю точно підраховувати та розділяти кількість нейтронів і фотонів, що потрапляють на детектор. Крім того, ефективність другого та третього кроків показує, чи можна керувати частотою подій в експерименті. Якщо на зазначених вище стадіях можна отримати чіткі графіки, що дозволяють легко розділити нейтрон-фотон, виявлення можна назвати ефективним, а швидкість керованою. З іншого боку, розмитість і нерозрізнення точок даних не дозволить легко відокремити події.

### Контроль норми
Рівень виявлення можна підтримувати на низькому рівні різними способами. Вибірку подій можна використовувати для вибору лише кількох подій для аналізу. Якщо частоти настільки високі, що одну подію неможливо відрізнити від іншої, можна маніпулювати фізичними параметрами експерименту (екранування, відстань між детектором і мішенню, тілесний кут тощо), щоб отримати найнижчу можливу швидкість і, таким чином, помітні події.

### Точніші точки виявлення
Тут важливо спостерігати саме за тими змінними, які мають значення, оскільки на цьому шляху можуть бути помилкові показники. Наприклад, іонізаційні струми можуть отримувати періодичні високі сплески, які не означають високі швидкості, а лише високі внески енергії для паразитних подій. Ці сплески будуть зведені в таблицю та розглядатимуться з цинізмом, якщо вони будуть невиправданими, особливо тому, що в установці так багато фонового шуму.
Можна запитати, як експериментатори можуть бути впевнені, що кожен імпульс струму в осцилографі відповідає точно одній події. Це правда, тому що імпульс триває близько 50 нс, що передбачає максимум 2×107 подій кожну секунду. Ця цифра значно вища за фактичну типову швидкість, яка зазвичай на порядок величини менша, як зазначено вище. Це означає, що дуже малоймовірно, що дві частинки генеруватимуть один імпульс струму. Імпульси струму тривають 50 нс кожен і починають реєструвати наступну подію після перерви від попередньої події.
Незважаючи на те, що іноді цьому сприяє більша вхідна енергія нейтронів, виявлення нейтронів, як правило, є складним завданням з усіх причин, зазначених раніше. Таким чином, краща конструкція сцинтилятора також є на першому плані та є темою пошуку з моменту винаходу сцинтиляційних детекторів. Сцинтиляційні детектори були винайдені в 1903 році Круксом, але вони не були дуже ефективними, доки ФЕП не був розроблений Керраном і Бейкером у 1944 році. ФЕП забезпечує надійний і ефективний метод виявлення, оскільки він примножує сигнал виявлення в десять разів. Незважаючи на це, сцинтиляційний дизайн має місце для вдосконалення, як і інші варіанти виявлення нейтронів, окрім сцинтиляції.

## Подальше читання
- Cates, G. D., Day, D., Liyanage, N. (2004). Neutron Tagged Bound Proton Structure to Probe the Origin of the EMC Effect (PostScript). Jefferson Lab[en]. Процитовано 9 червня 2005.
- Pozzi, S. A., Mullens, J. A., and Mihalczo, J. T. (2003). Analysis of neutron and photon detection position for the calibration of plastic (BC-420) and liquid (BC-501) scintillators. Nuclear Instruments and Methods in Physics Research A[en]. 524 (1–3): 92—101. Bibcode:2004NIMPA.524...92P. doi:10.1016/j.nima.2003.12.036.
- Cecil, R. A., Anderson, B. D., Madey, R. (1979). Improved Predictions of Neutron Detection Efficiency for Hydrocarbon Scintillators from 1 MeV to about 300 MeV. Nuclear Instruments and Methods in Physics Research[en]. 161 (3): 439—447. Bibcode:1979NucIM.161..439C. doi:10.1016/0029-554X(79)90417-8.
- DOE Fundamentals Handbook on Instrumentation and Control, Volume 2